# Elezioni comunali in Campania del 2005
Le elezioni comunali in Campania del 2005 si tennero il 3-4 aprile, con ballottaggio il 17-18 aprile.

## Napoli

### Arzano
| Candidati                   | Candidati                               | Voti                        | %     | Liste                           | Voti   | %     | Seggi |
| --------------------------- | --------------------------------------- | --------------------------- | ----- | ------------------------------- | ------ | ----- | ----- |
|                             | Nicola De Mare Accede al ballottaggio   | 10.163                      | 44,55 | La Margherita                   | 2.825  | 12,86 | 6     |
| Italia dei Valori           | Nicola De Mare Accede al ballottaggio   | 10.163                      | 44,55 | 2.503                           | 11,39  | 5     |       |
| Democratici di Sinistra     | Nicola De Mare Accede al ballottaggio   | 10.163                      | 44,55 | 2.278                           | 10,37  | 4     |       |
| Socialdemocratici           | Nicola De Mare Accede al ballottaggio   | 10.163                      | 44,55 | 939                             | 4,27   | 1     |       |
| Arzano con Te               | Nicola De Mare Accede al ballottaggio   | 10.163                      | 44,55 | 650                             | 2,96   | 1     |       |
| Federazione dei Verdi       | Nicola De Mare Accede al ballottaggio   | 10.163                      | 44,55 | 606                             | 2,76   | 1     |       |
|                             | Domenico De Rosa Accede al ballottaggio | 9.716                       | 42,59 | Socialisti Democratici Italiani | 4.409  | 20,07 | 5     |
| Udeur                       | Domenico De Rosa Accede al ballottaggio | 9.716                       | 42,59 | 3.315                           | 15,09  | 4     |       |
| Insieme per Arzano          | Domenico De Rosa Accede al ballottaggio | 9.716                       | 42,59 | 828                             | 3,77   | 1     |       |
| Comunisti Italiani          | Domenico De Rosa Accede al ballottaggio | 9.716                       | 42,59 | 774                             | 3,52   | -     |       |
| Repubblicani Europei        | Domenico De Rosa Accede al ballottaggio | 9.716                       | 42,59 | 265                             | 1,21   | -     |       |
| Seggio al candidato sindaco | Seggio al candidato sindaco             | Seggio al candidato sindaco | 42,59 | 1                               |        |       |       |
|                             | Domenico Rubio                          | 1.330                       | 5,83  | Alleanza Nazionale              | 1.165  | 5,30  | -     |
| Seggio al candidato sindaco | Seggio al candidato sindaco             | Seggio al candidato sindaco | 5,83  | 1                               |        |       |       |
|                             | Antonio De Rosa                         | 995                         | 4,36  | Forza Italia                    | 814    | 3,71  | -     |
|                             | Pasquale Palladino                      | 558                         | 2,45  | Rifondazione Comunista          | 555    | 2,53  | -     |
|                             | Arturo Sommonte                         | 53                          | 0,23  | Noi Consumatori                 | 40     | 0,18  | -     |
| Totale                      | Totale                                  | 21.966                      | 100   |                                 | 22.815 | 100   | 30    |

### Bacoli
| Candidati                            | Candidati                              | Voti                        | %     | Liste                   | Voti   | %     | Seggi |
| ------------------------------------ | -------------------------------------- | --------------------------- | ----- | ----------------------- | ------ | ----- | ----- |
|                                      | Antonio Coppola Accede al ballottaggio | 7.286                       | 42,16 | Centro                  | 2.418  | 14,69 | 5     |
| Centro                               | Antonio Coppola Accede al ballottaggio | 7.286                       | 42,16 | 1.882                   | 11,43  | 4     |       |
| Nuovo Psi                            | Antonio Coppola Accede al ballottaggio | 7.286                       | 42,16 | 1.247                   | 7,58   | 3     |       |
|                                      | Giovanni Picone Accede al ballottaggio | 7.476                       | 43,26 | Democratici di Sinistra | 2.736  | 16,62 | 3     |
| La Margherita                        | Giovanni Picone Accede al ballottaggio | 7.476                       | 43,26 | 2.452                   | 14,90  | 2     |       |
| Federazione dei Verdi                | Giovanni Picone Accede al ballottaggio | 7.476                       | 43,26 | 525                     | 3,19   | -     |       |
| Comunisti Italiani                   | Giovanni Picone Accede al ballottaggio | 7.476                       | 43,26 | 518                     | 3,15   | -     |       |
| Italia dei Valori                    | Giovanni Picone Accede al ballottaggio | 7.476                       | 43,26 | 450                     | 2,73   | -     |       |
| Socialisti Democratici Italiani      | Giovanni Picone Accede al ballottaggio | 7.476                       | 43,26 | 449                     | 2,73   | -     |       |
| Partito della Rifondazione Comunista | Giovanni Picone Accede al ballottaggio | 7.476                       | 43,26 | 287                     | 1,74   | -     |       |
| Seggio al candidato sindaco          | Seggio al candidato sindaco            | Seggio al candidato sindaco | 43,26 | 1                       |        |       |       |
|                                      | Gaetano Antonio Pellegrino             | 2.519                       | 14,58 | Forza Italia            | 1.227  | 7,45  | 1     |
| Unione di Centro                     | Gaetano Antonio Pellegrino             | 2.519                       | 14,58 | 1.060                   | 6,44   | -     |       |
| Alleanza Nazionale                   | Gaetano Antonio Pellegrino             | 2.519                       | 14,58 | 906                     | 5,50   | -     |       |
| Repubblicani Europei                 | Gaetano Antonio Pellegrino             | 2.519                       | 14,58 | 302                     | 1,83   | -     |       |
| Seggio al candidato sindaco          | Seggio al candidato sindaco            | Seggio al candidato sindaco | 14,58 | 1                       |        |       |       |
| Totale                               | Totale                                 | 16.459                      | 100   |                         | 17.281 | 100   | 20    |

### Castellammare di Stabia
| Candidati                            | Candidati                   | Voti                        | %      | Liste                   | Voti   | %      | Seggi |
| ------------------------------------ | --------------------------- | --------------------------- | ------ | ----------------------- | ------ | ------ | ----- |
|                                      | Salvatore Vozza ✔️ Sindaco  | 23.126                      | 53,60  | Democratici di Sinistra | 5.415  | 13,15  | 5     |
| La Margherita                        | Salvatore Vozza ✔️ Sindaco  | 23.126                      | 53,60  | 5.396                   | 13,11  | 4      |       |
| Udeur                                | Salvatore Vozza ✔️ Sindaco  | 23.126                      | 53,60  | 3.366                   | 8,18   | 3      |       |
| Socialisti Democratici Italiani      | Salvatore Vozza ✔️ Sindaco  | 23.126                      | 53,60  | 3.282                   | 7,97   | 3      |       |
| Federazione dei Verdi                | Salvatore Vozza ✔️ Sindaco  | 23.126                      | 53,60  | 1.709                   | 4,15   | 1      |       |
| Uniti per Stabia                     | Salvatore Vozza ✔️ Sindaco  | 23.126                      | 53,60  | 1.511                   | 3,67   | 1      |       |
| Repubblicani                         | Salvatore Vozza ✔️ Sindaco  | 23.126                      | 53,60  | 1.419                   | 3,45   | 1      |       |
| Partito della Rifondazione Comunista | Salvatore Vozza ✔️ Sindaco  | 23.126                      | 53,60  | 1.332                   | 3,24   | 1      |       |
| Repubblicani Europei                 | Salvatore Vozza ✔️ Sindaco  | 23.126                      | 53,60  | 879                     | 2,13   | -      |       |
| Italia dei Valori                    | Salvatore Vozza ✔️ Sindaco  | 23.126                      | 53,60  | 433                     | 1,05   | -      |       |
|                                      | Ersilia Salvato             | 12.682                      | 29,39  | Città Libera            | 3.148  | 7,65   | 2     |
| Democratici Uniti in Europa Due      | Ersilia Salvato             | 12.682                      | 29,39  | 2.336                   | 5,67   | 2      |       |
| Comunisti Italiani                   | Ersilia Salvato             | 12.682                      | 29,39  | 1.586                   | 3,85   | 1      |       |
| Nuovo PSI                            | Ersilia Salvato             | 12.682                      | 29,39  | 1.371                   | 3,33   | 1      |       |
| Rinascita Stabiese                   | Ersilia Salvato             | 12.682                      | 29,39  | 659                     | 1,60   | -      |       |
| Uniti per Stabia                     | Ersilia Salvato             | 12.682                      | 29,39  | 1.511                   | 3,67   | 1      |       |
| Noi Stabiesi                         | Ersilia Salvato             | 12.682                      | 29,39  | 636                     | 1,54   | -      |       |
| Seggio al candidato sindaco          | Seggio al candidato sindaco | Seggio al candidato sindaco | 29,39  | 1                       |        |        |       |
|                                      | Ida Scarpato                | 5.147                       | 11,93  | Forza Italia            | 2.170  | 5,27   | 1     |
| Alleanza Nazionale                   | Ida Scarpato                | 5.147                       | 11,93  | 2.055                   | 4,99   | 1      |       |
| Unione di Centro                     | Ida Scarpato                | 5.147                       | 11,93  | 365                     | 0,89   | -      |       |
| Seggio al candidato sindaco          | Seggio al candidato sindaco | Seggio al candidato sindaco | 11,93  | 1                       |        |        |       |
|                                      | Rosa Cuomo                  | 1.373                       | 3,18   | Costruiamo Insieme      | 1.497  | 3,64   | -     |
| Seggio al candidato sindaco          | Seggio al candidato sindaco | Seggio al candidato sindaco | 3,18   | 1                       |        |        |       |
|                                      | Giovanni Piccirillo         | 818                         | 1,90   | Socialdemocrazia        | 607    | 1,47   | -     |
| Totale                               | Totale                      | 41.172                      | 100,00 |                         | 43.146 | 100,00 | 30    |

### Ercolano
| Candidati                       | Candidati                   | Voti                        | %     | Liste              | Voti   | %     | Seggi |
| ------------------------------- | --------------------------- | --------------------------- | ----- | ------------------ | ------ | ----- | ----- |
|                                 | Gaetano Daniele ✔️ Sindaco  | 26.033                      | 76,03 | La Margherita      | 9.724  | 28,92 | 10    |
| Democratici di Sinistra         | Gaetano Daniele ✔️ Sindaco  | 26.033                      | 76,03 | 8.076              | 24,02  | 8     |       |
| Udeur                           | Gaetano Daniele ✔️ Sindaco  | 26.033                      | 76,03 | 3.051              | 9,07   | 3     |       |
| Socialisti Democratici Italiani | Gaetano Daniele ✔️ Sindaco  | 26.033                      | 76,03 | 1.560              | 4,64   | 1     |       |
| Rifondazione Comunista          | Gaetano Daniele ✔️ Sindaco  | 26.033                      | 76,03 | 1.520              | 4,52   | 1     |       |
| Federazione dei Verdi           | Gaetano Daniele ✔️ Sindaco  | 26.033                      | 76,03 | 1.098              | 3,27   | 1     |       |
| Comunisti Italiani              | Gaetano Daniele ✔️ Sindaco  | 26.033                      | 76,03 | 900                | 2,68   | 1     |       |
| Italia dei Valori               | Gaetano Daniele ✔️ Sindaco  | 26.033                      | 76,03 | 313                | 0,93   | -     |       |
|                                 | Antonio Ascione             | 4.462                       | 13,03 | Alleanza Nazionale | 2.849  | 8,47  | 2     |
| Unione di Centro                | Antonio Ascione             | 4.462                       | 13,03 | 1.287              | 3,83   | -     |       |
| Seggio al candidato sindaco     | Seggio al candidato sindaco | Seggio al candidato sindaco | 13,03 | 1                  |        |       |       |
|                                 | Raffaele Simeone            | 1.885                       | 5,51  | Forza Italia       | 1.699  | 5,05  | -     |
| Seggio al candidato sindaco     | Seggio al candidato sindaco | Seggio al candidato sindaco | 5,51  | 1                  |        |       |       |
|                                 | Vincenzo Liberti            | 1.124                       | 3,28  | Ercolano Anno Zero | 653    | 1,94  | -     |
| Cittadini Attivi                | Vincenzo Liberti            | 1.124                       | 3,28  | 357                | 1,06   | -     |       |
|                                 | Anna De Vizio               | 580                         | 1,69  | Emily              | 420    | 1,25  | -     |
|                                 | Ciro Iacomino               | 155                         | 0,45  | Carc               | 118    | 0,35  | -     |
| Totale                          | Totale                      | 33.625                      | 100   |                    | 34.239 | 100   | 30    |

### Frattamaggiore
| Candidati                                                                          | Candidati                                  | Voti                        | %     | Liste                | Voti   | %     | Seggi |
| ---------------------------------------------------------------------------------- | ------------------------------------------ | --------------------------- | ----- | -------------------- | ------ | ----- | ----- |
|                                                                                    | Francesco Russo Accede al ballottaggio     | 10.858                      | 49,81 | La Margherita        | 4.206  | 19,94 | 8     |
| Italia dei Valori                                                                  | Francesco Russo Accede al ballottaggio     | 10.858                      | 49,81 | 2.681                | 12,71  | 5     |       |
| Democratici di Sinistra-Federazione dei Verdi-Partito della Rifondazione Comunista | Francesco Russo Accede al ballottaggio     | 10.858                      | 49,81 | 2.442                | 11,58  | 4     |       |
| Socialisti Democratici Italiani                                                    | Francesco Russo Accede al ballottaggio     | 10.858                      | 49,81 | 646                  | 3,06   | 1     |       |
| Repubblicani                                                                       | Francesco Russo Accede al ballottaggio     | 10.858                      | 49,81 | 492                  | 2,33   | -     |       |
|                                                                                    | Pasquale Di Gennaro Accede al ballottaggio | 6.195                       | 28,42 | Impegno Popolare     | 3.315  | 15,71 | 4     |
| Il Ponte                                                                           | Pasquale Di Gennaro Accede al ballottaggio | 6.195                       | 28,42 | 1.562                | 7,40   | 2     |       |
| Udeur                                                                              | Pasquale Di Gennaro Accede al ballottaggio | 6.195                       | 28,42 | 1.179                | 5,59   | 1     |       |
| Movimento Civico Ambientalista                                                     | Pasquale Di Gennaro Accede al ballottaggio | 6.195                       | 28,42 | 127                  | 0,60   | -     |       |
| Seggio al candidato sindaco                                                        | Seggio al candidato sindaco                | Seggio al candidato sindaco | 28,42 | 1                    |        |       |       |
|                                                                                    | Luigi Grimaldi                             | 2.225                       | 10,21 | Con Te Fratta        | 1.513  | 7,17  | 1     |
| Fratta è                                                                           | Luigi Grimaldi                             | 2.225                       | 10,21 | 1.142                | 5,42   | 1     |       |
| Seggio al candidato sindaco                                                        | Seggio al candidato sindaco                | Seggio al candidato sindaco | 10,21 | 1                    |        |       |       |
|                                                                                    | Mario Razzano                              | 1.190                       | 5,46  | Alleanza Nazionale   | 743    | 3,52  | -     |
| Nuovo PSI                                                                          | Mario Razzano                              | 1.190                       | 5,46  | 99                   | 0,47   | -     |       |
| Seggio al candidato sindaco                                                        | Seggio al candidato sindaco                | Seggio al candidato sindaco | 5,46  | 1                    |        |       |       |
|                                                                                    | Vincenzo Lombardi                          | 1.128                       | 5,18  | Repubblicani Europei | 511    | 2,42  | -     |
| Democrazia Cristiana                                                               | Vincenzo Lombardi                          | 1.128                       | 5,18  | 260                  | 1,23   | -     |       |
| Seggio al candidato sindaco                                                        | Seggio al candidato sindaco                | Seggio al candidato sindaco | 5,18  | 1                    |        |       |       |
|                                                                                    | Salvatore Capasso                          | 201                         | 0,92  | Alternativa Sociale  | 175    | 0,83  | -     |
| Totale                                                                             | Totale                                     | 21.095                      | 100   |                      | 21.797 | 100   | 30    |

### Frattaminore
| Candidati                            | Candidati                   | Voti                        | %     | Liste                           | Voti  | %     | Seggi |
| ------------------------------------ | --------------------------- | --------------------------- | ----- | ------------------------------- | ----- | ----- | ----- |
|                                      | Teresa Barbato              | 3.186                       | 32,39 | Democratici di Sinistra         | 1.112 | 11,54 | 4     |
| Lista Civica                         | Teresa Barbato              | 3.186                       | 32,39 | 950                             | 9,86  | 4     |       |
| Socialisti Democratici Italiani      | Teresa Barbato              | 3.186                       | 32,39 | 743                             | 7,71  | 3     |       |
| Partito della Rifondazione Comunista | Teresa Barbato              | 3.186                       | 32,39 | 314                             | 3,26  | 1     |       |
|                                      | Antonio Capuano             | 2.359                       | 23,98 | Forza Italia                    | 1.101 | 11,43 | 1     |
| Giovani                              | Antonio Capuano             | 2.359                       | 23,98 | 448                             | 4,65  | -     |       |
| Lista civica di centro-destra        | Antonio Capuano             | 2.359                       | 23,98 | 298                             | 3,09  | -     |       |
| Nuovo PSI                            | Antonio Capuano             | 2.359                       | 23,98 | 168                             | 1,74  | -     |       |
| Unione di Centro                     | Antonio Capuano             | 2.359                       | 23,98 | 136                             | 1,41  | -     |       |
| Partito Repubblicano Italiano        | Antonio Capuano             | 2.359                       | 23,98 | 96                              | 1,00  | -     |       |
| Seggio al candidato sindaco          | Seggio al candidato sindaco | Seggio al candidato sindaco | 23,98 | 1                               |       |       |       |
|                                      | Carmelo D'Angelo Tammaro    | 1.993                       | 20,26 | Lista civica di centro-sinistra | 2.027 | 21,04 | 2     |
| Seggio al candidato sindaco          | Seggio al candidato sindaco | Seggio al candidato sindaco | 20,26 | 1                               |       |       |       |
|                                      | Vincenzo Caso               | 1.648                       | 11,75 | La Margherita                   | 1.620 | 16,81 | 2     |
| Seggio al candidato sindaco          | Seggio al candidato sindaco | Seggio al candidato sindaco | 11,75 | 1                               |       |       |       |
|                                      | Paolo Di Lauro              | 651                         | 6,62  | Alleanza Nazionale              | 533   | 5,53  | -     |
| Destra                               | Paolo Di Lauro              | 651                         | 6,62  | 90                              | 0,93  | -     |       |
| Totale                               | Totale                      | 9.636                       | 100   |                                 | 9.837 | 100   | 30    |

### Gragnano
| Candidati                                | Candidati                    | Voti                        | %     | Liste           | Voti   | %     | Seggi |
| ---------------------------------------- | ---------------------------- | --------------------------- | ----- | --------------- | ------ | ----- | ----- |
|                                          | Michele Serrapica ✔️ Sindaco | 9.740                       | 50,55 | Forza Italia    | 2.065  | 11,12 | 3     |
| Gragnano 2000                            | Michele Serrapica ✔️ Sindaco | 9.740                       | 50,55 | 1.842           | 9,92   | 2     |       |
| Gruppo Democratico Cristiano             | Michele Serrapica ✔️ Sindaco | 9.740                       | 50,55 | 1.741           | 9,38   | 2     |       |
| Città e Periferie                        | Michele Serrapica ✔️ Sindaco | 9.740                       | 50,55 | 1.281           | 6,90   | 1     |       |
| Liberi e Forti                           | Michele Serrapica ✔️ Sindaco | 9.740                       | 50,55 | 1.035           | 5,57   | 1     |       |
| Nuovo PSI                                | Michele Serrapica ✔️ Sindaco | 9.740                       | 50,55 | 1.024           | 5,51   | 2     |       |
| Alleanza Nazionale                       | Michele Serrapica ✔️ Sindaco | 9.740                       | 50,55 | 974             | 4,28   | 1     |       |
| Alleanza per la Legalità                 | Michele Serrapica ✔️ Sindaco | 9.740                       | 50,55 | 731             | 3,94   | 1     |       |
|                                          | Paolo Cimmino                | 9.044                       | 46,94 | Udeur           | 2.140  | 11,53 | 2     |
| Democratici di Sinistra                  | Paolo Cimmino                | 9.044                       | 46,94 | 1.933           | 10,41  | 2     |       |
| Unione di Centro                         | Paolo Cimmino                | 9.044                       | 46,94 | 1.368           | 7,37   | 1     |       |
| La Margherita                            | Paolo Cimmino                | 9.044                       | 46,94 | 997             | 5,37   | 1     |       |
| Gragnano nel Cuore                       | Paolo Cimmino                | 9.044                       | 46,94 | 727             | 3,92   | 1     |       |
| Socialisti Democratici Italiani          | Paolo Cimmino                | 9.044                       | 46,94 | 381             | 2,05   | -     |       |
| Partito della Rifondazione Comunista     | Paolo Cimmino                | 9.044                       | 46,94 | 250             | 1,35   | -     |       |
| Federazione dei Verdi-Comunisti Italiani | Paolo Cimmino                | 9.044                       | 46,94 | 106             | 0,57   | -     |       |
| Seggio al candidato sindaco              | Seggio al candidato sindaco  | Seggio al candidato sindaco | 46,94 | 1               |        |       |       |
|                                          | Antonio Cuomo                | 484                         | 2,51  | Gragnano Civica | 153    | 0,82  | -     |
| Totale                                   | Totale                       | 18.568                      | 100   |                 | 19.268 | 100   | 20    |

### Marigliano
| Candidati                        | Candidati                           | Voti                        | %      | Liste                  | Voti   | %      | Seggi |
| -------------------------------- | ----------------------------------- | --------------------------- | ------ | ---------------------- | ------ | ------ | ----- |
|                                  | Felice Esposito Corcione ✔️ Sindaco | 12.794                      | 67,25  | Udeur                  | 5.600  | 31,82  | 10    |
| La Margherita                    | Felice Esposito Corcione ✔️ Sindaco | 12.794                      | 67,25  | 3.936                  | 22,36  | 7      |       |
| Uniti per Marigliano             | Felice Esposito Corcione ✔️ Sindaco | 12.794                      | 67,25  | 2.323                  | 13,20  | 4      |       |
| Unione Democratica               | Felice Esposito Corcione ✔️ Sindaco | 12.794                      | 67,25  | 1.343                  | 7,63   | 2      |       |
|                                  | Francesco Raia                      | 5.683                       | 29,87  | Alleanza Nazionale     | 2.002  | 11,38  | 3     |
| Unione di Centro                 | Francesco Raia                      | 5.683                       | 29,87  | 1.240                  | 7,05   | 2      |       |
| Comitato di Quartiere Pontecitra | Francesco Raia                      | 5.683                       | 29,87  | 681                    | 3,87   | 1      |       |
| Seggio al candidato sindaco      | Seggio al candidato sindaco         | Seggio al candidato sindaco | 29,87  | 1                      |        |        |       |
|                                  | Giuseppe Mazza                      | 547                         | 2,88   | Rifondazione Comunista | 478    | 2,70   | -     |
| Totale                           | Totale                              | 17.600                      | 100,00 |                        | 19.024 | 100,00 | 30    |

### Mugnano di Napoli
| Candidati                            | Candidati                   | Voti                        | %     | Liste              | Voti   | %     | Seggi |
| ------------------------------------ | --------------------------- | --------------------------- | ----- | ------------------ | ------ | ----- | ----- |
|                                      | Daniele Palumbo ✔️ Sindaco  | 12.131                      | 61,86 | La Margherita      | 3.219  | 17,26 | 6     |
| Democratici di Sinistra              | Daniele Palumbo ✔️ Sindaco  | 12.131                      | 61,86 | 3.041              | 16,31  | 5     |       |
| Udeur                                | Daniele Palumbo ✔️ Sindaco  | 12.131                      | 61,86 | 1.844              | 9,89   | 3     |       |
| Federazione dei Verdi                | Daniele Palumbo ✔️ Sindaco  | 12.131                      | 61,86 | 1.783              | 9,56   | 3     |       |
| Socialisti Democratici Italiani      | Daniele Palumbo ✔️ Sindaco  | 12.131                      | 61,86 | 1.304              | 6,99   | 2     |       |
| Partito della Rifondazione Comunista | Daniele Palumbo ✔️ Sindaco  | 12.131                      | 61,86 | 747                | 4,01   | 1     |       |
| Italia dei Valori                    | Daniele Palumbo ✔️ Sindaco  | 12.131                      | 61,86 | 573                | 3,07   | 1     |       |
| Comunisti Italiani                   | Daniele Palumbo ✔️ Sindaco  | 12.131                      | 61,86 | 368                | 1,97   | -     |       |
|                                      | Enrico Tomasello            | 3.802                       | 19,39 | Lista Civica       | 1.561  | 8,37  | 2     |
| Centro                               | Enrico Tomasello            | 3.802                       | 19,39 | 837                | 4,49   | 1     |       |
| Noi Consumatori                      | Enrico Tomasello            | 3.802                       | 19,39 | 97                 | 0,52   | -     |       |
| Seggio al candidato sindaco          | Seggio al candidato sindaco | Seggio al candidato sindaco | 19,39 | 1                  |        |       |       |
|                                      | Gennaro Ruggiero            | 3.678                       | 18,75 | Alleanza Nazionale | 1.723  | 9,24  | 2     |
| Forza Italia                         | Gennaro Ruggiero            | 3.678                       | 18,75 | 1.151              | 6,17   | 2     |       |
| Unione di Centro                     | Gennaro Ruggiero            | 3.678                       | 18,75 | 233                | 1,25   | -     |       |
| Lista civica di centro-destra        | Gennaro Ruggiero            | 3.678                       | 18,75 | 166                | 0,89   | -     |       |
| Seggio al candidato sindaco          | Seggio al candidato sindaco | Seggio al candidato sindaco | 18,75 | 1                  |        |       |       |
| Totale                               | Totale                      | 18.647                      | 100   |                    | 19.611 | 100   | 20    |

### Pomigliano d'Arco
| Candidati                                 | Candidati                      | Voti                        | %     | Liste                   | Voti   | %     | Seggi |
| ----------------------------------------- | ------------------------------ | --------------------------- | ----- | ----------------------- | ------ | ----- | ----- |
|                                           | Antonio Della Ratta ✔️ Sindaco | 17.510                      | 64,88 | Democratici di Sinistra | 8.788  | 33,88 | 12    |
| Lista civica di centro-sinistra           | Antonio Della Ratta ✔️ Sindaco | 17.510                      | 64,88 | 2.823                   | 10,88  | 4     |       |
| Socialisti Democratici Italiani           | Antonio Della Ratta ✔️ Sindaco | 17.510                      | 64,88 | 2.201                   | 8,48   | 3     |       |
| La Margherita                             | Antonio Della Ratta ✔️ Sindaco | 17.510                      | 64,88 | 1.962                   | 7,56   | 2     |       |
| Lista civica di centro-sinistra           | Antonio Della Ratta ✔️ Sindaco | 17.510                      | 64,88 | 1.404                   | 5,41   | 1     |       |
| Comunisti Italiani                        | Antonio Della Ratta ✔️ Sindaco | 17.510                      | 64,88 | 880                     | 3,39   | 1     |       |
| Federazione dei Verdi                     | Antonio Della Ratta ✔️ Sindaco | 17.510                      | 64,88 | 695                     | 2,68   | -     |       |
| Sinistra                                  | Antonio Della Ratta ✔️ Sindaco | 17.510                      | 64,88 | 359                     | 1,38   | -     |       |
|                                           | Carlo De Falco                 | 5.981                       | 22,16 | Unione di Centro        | 1.440  | 5,55  | 1     |
| Alleanza Nazionale                        | Carlo De Falco                 | 5.981                       | 22,16 | 965                     | 3,72   | 1     |       |
| Forza Italia-Socialisti-Socialdemocratici | Carlo De Falco                 | 5.981                       | 22,16 | 676                     | 2,61   | -     |       |
| Seggio al candidato sindaco               | Seggio al candidato sindaco    | Seggio al candidato sindaco | 22,16 | 1                       |        |       |       |
|                                           | Tommaso Sodano                 | 3.496                       | 12,95 | Rifondazione Comunista  | 1.993  | 7,68  | 2     |
| Udeur                                     | Tommaso Sodano                 | 3.496                       | 12,95 | 829                     | 3,20   | 1     |       |
| Città Libera                              | Tommaso Sodano                 | 3.496                       | 12,95 | 743                     | 2,86   | -     |       |
| Democrazia Federalista                    | Tommaso Sodano                 | 3.496                       | 12,95 | 127                     | 0,49   | -     |       |
| Italia dei Valori                         | Tommaso Sodano                 | 3.496                       | 12,95 | 57                      | 0,22   | -     |       |
| Seggio al candidato sindaco               | Seggio al candidato sindaco    | Seggio al candidato sindaco | 12,95 | 1                       |        |       |       |
| Totale                                    | Totale                         | 25.942                      | 100   |                         | 26.987 | 100   | 30    |

### Sant'Antonio Abate
| Candidati                           | Candidati                                   | Voti                        | %     | Liste                            | Voti   | %     | Seggi |
| ----------------------------------- | ------------------------------------------- | --------------------------- | ----- | -------------------------------- | ------ | ----- | ----- |
|                                     | Antonino D'Auria Accede al ballottaggio     | 5.117                       | 40,44 | Lista Civica per D'Auria Sindaco | 1.957  | 15,89 | 5     |
| Lista Civica per Sant'Antonio Abate | Antonino D'Auria Accede al ballottaggio     | 5.117                       | 40,44 | 1.707                            | 13,86  | 4     |       |
| La Margherita                       | Antonino D'Auria Accede al ballottaggio     | 5.117                       | 40,44 | 1.129                            | 9,17   | 2     |       |
| Insieme per Sant'Antonio Abate      | Antonino D'Auria Accede al ballottaggio     | 5.117                       | 40,44 | 555                              | 4,51   | 1     |       |
|                                     | Michele Scognamiglio Accede al ballottaggio | 3.836                       | 30,32 | Forza Italia                     | 1.842  | 14,96 | 2     |
| Unione di Centro                    | Michele Scognamiglio Accede al ballottaggio | 3.836                       | 30,32 | 1.430                            | 11,61  | 1     |       |
| Alleanza Nazionale                  | Michele Scognamiglio Accede al ballottaggio | 3.836                       | 30,32 | 938                              | 7,62   | 1     |       |
| Seggio al candidato sindaco         | Seggio al candidato sindaco                 | Seggio al candidato sindaco | 30,32 | 1                                |        |       |       |
|                                     | Antonio Varone                              | 3.699                       | 29,24 | Federazione Abatese              | 1.641  | 13,33 | 1     |
| Udeur                               | Antonio Varone                              | 3.699                       | 29,24 | 1.116                            | 9,06   | 1     |       |
| Seggio al candidato sindaco         | Seggio al candidato sindaco                 | Seggio al candidato sindaco | 29,24 | 1                                |        |       |       |
| Totale                              | Totale                                      | 12.315                      | 100   |                                  | 12.652 | 100   | 30    |

### Sorrento
| Candidati                   | Candidati                   | Voti                        | %     | Liste                          | Voti   | %     | Seggi |
| --------------------------- | --------------------------- | --------------------------- | ----- | ------------------------------ | ------ | ----- | ----- |
|                             | Marco Fiorentino ✔️ Sindaco | 6.502                       | 55,83 | Forza Italia                   | 2.718  | 24,22 | 6     |
| Alleanza Nazionale          | Marco Fiorentino ✔️ Sindaco | 6.502                       | 55,83 | 1.269                          | 11,31  | 2     |       |
| Sorrento Domani             | Marco Fiorentino ✔️ Sindaco | 6.502                       | 55,83 | 1.064                          | 9,48   | 2     |       |
| Sorrento Casa delle Libertà | Marco Fiorentino ✔️ Sindaco | 6.502                       | 55,83 | 945                            | 8,42   | 2     |       |
| Cattolici Democratici       | Marco Fiorentino ✔️ Sindaco | 6.502                       | 55,83 | 923                            | 8,22   | 2     |       |
| Il Ponte                    | Marco Fiorentino ✔️ Sindaco | 6.502                       | 55,83 | 722                            | 6,43   | 1     |       |
| Unione di Centro            | Marco Fiorentino ✔️ Sindaco | 6.502                       | 55,83 | 606                            | 5,40   | 1     |       |
|                             | Ferdinando Pinto            | 2.920                       | 25,07 | Per la Nostra Sorrento         | 1.521  | 13,55 | 1     |
| Seggio al candidato sindaco | Seggio al candidato sindaco | Seggio al candidato sindaco | 25,07 | 1                              |        |       |       |
|                             | Ivan Gargiulo               | 1.280                       | 10,99 | La Margherita                  | 905    | 8,06  | -     |
| Seggio al candidato sindaco | Seggio al candidato sindaco | Seggio al candidato sindaco | 10,99 | 1                              |        |       |       |
|                             | Torquato Esposito           | 908                         | 7,80  | Sorrento Impegno Popolare      | 519    | 4,62  | -     |
| Seggio al candidato sindaco | Seggio al candidato sindaco | Seggio al candidato sindaco | 7,80  | 1                              |        |       |       |
|                             | Raffaele Olivieri           | 36                          | 0,31  | Movimento Popolare Legalitario | 31     | 0,28  | -     |
| Totale                      | Totale                      | 11.223                      | 100   |                                | 11.646 | 100   | 20    |

### Torre Annunziata
| Candidati                                                            | Candidati                                 | Voti                        | %     | Liste                           | Voti   | %     | Seggi |
| -------------------------------------------------------------------- | ----------------------------------------- | --------------------------- | ----- | ------------------------------- | ------ | ----- | ----- |
|                                                                      | Luigi Monaco Accede al ballottaggio       | 13.822                      | 49,94 | Democratici di Sinistra         | 5.934  | 22,24 | 8     |
| La Margherita                                                        | Luigi Monaco Accede al ballottaggio       | 13.822                      | 49,94 | 4.063                           | 15,23  | 5     |       |
| Italia dei Valori                                                    | Luigi Monaco Accede al ballottaggio       | 13.822                      | 49,94 | 1.916                           | 7,18   | 2     |       |
| Socialdemocrazia                                                     | Luigi Monaco Accede al ballottaggio       | 13.822                      | 49,94 | 1.572                           | 5,89   | 2     |       |
| Udeur                                                                | Luigi Monaco Accede al ballottaggio       | 13.822                      | 49,94 | 1.143                           | 4,28   | 1     |       |
| Repubblicani                                                         | Luigi Monaco Accede al ballottaggio       | 13.822                      | 49,94 | 697                             | 2,61   | -     |       |
|                                                                      | Nazario Matachione Accede al ballottaggio | 4.110                       | 14,85 | Forza Italia                    | 1.605  | 6,01  | 2     |
| Lavoro e Vivibilità (Unione di Centro-Partito Repubblicano Italiano) | Nazario Matachione Accede al ballottaggio | 4.110                       | 14,85 | 1.547                           | 5,80   | 1     |       |
| Seggio al candidato sindaco                                          | Seggio al candidato sindaco               | Seggio al candidato sindaco | 14,85 | 1                               |        |       |       |
|                                                                      | Francesco Saverio Porcelli                | 2.323                       | 8,39  | Socialisti Democratici Italiani | 1.977  | 7,41  | 2     |
| Federazione dei Verdi-Comunisti Italiani                             | Francesco Saverio Porcelli                | 2.323                       | 8,39  | 432                             | 1,62   | -     |       |
| Seggio al candidato sindaco                                          | Seggio al candidato sindaco               | Seggio al candidato sindaco | 8,39  | 1                               |        |       |       |
|                                                                      | Gennaro Di Paolo                          | 1.724                       | 6,23  | Uniti per Torre                 | 698    | 2,62  | -     |
|                                                                      | Antonio Esposito                          | 1.601                       | 5,78  | Oplonti Civica                  | 1.769  | 6,63  | 1     |
| Seggio al candidato sindaco                                          | Seggio al candidato sindaco               | Seggio al candidato sindaco | 5,78  | 1                               |        |       |       |
|                                                                      | Aldo Tolino                               | 1.086                       | 3,92  | Orgoglio e Dignità Torrese      | 804    | 3,01  | -     |
| Seggio al candidato sindaco                                          | Seggio al candidato sindaco               | Seggio al candidato sindaco | 3,92  | 1                               |        |       |       |
|                                                                      | Michele Riggi                             | 1.086                       | 3,92  | Alleanza Nazionale              | 786    | 2,95  | -     |
|                                                                      | Carmine Di Leo                            | 854                         | 3,09  | Nuovo PSI                       | 960    | 3,60  | -     |
| Seggio al candidato sindaco                                          | Seggio al candidato sindaco               | Seggio al candidato sindaco | 3,09  | 1                               |        |       |       |
|                                                                      | Michele D'Apuzzo                          | 665                         | 2,40  | Rifondazione Comunista          | 593    | 2,22  | -     |
|                                                                      | Pasquale D'Amelio                         | 431                         | 1,56  | Sei T                           | 189    | 0,71  | -     |
| Totale                                                               | Totale                                    | 26.685                      | 100   |                                 | 27.677 | 100   | 30    |

## Caserta

### Castel Volturno
| Candidati                            | Candidati                   | Voti                        | %     | Liste                           | Voti   | %     | Seggi |
| ------------------------------------ | --------------------------- | --------------------------- | ----- | ------------------------------- | ------ | ----- | ----- |
|                                      | Francesco Nuzzo ✔️ Sindaco  | 5.513                       | 50,63 | Lista civica di centro-sinistra | 1.939  | 18,47 | 5     |
| Progetto per Castel Volturno         | Francesco Nuzzo ✔️ Sindaco  | 5.513                       | 50,63 | 1.065                           | 10,15  | 2     |       |
| Democratici di Sinistra              | Francesco Nuzzo ✔️ Sindaco  | 5.513                       | 50,63 | 825                             | 7,86   | 2     |       |
| La Margherita                        | Francesco Nuzzo ✔️ Sindaco  | 5.513                       | 50,63 | 755                             | 7,19   | 2     |       |
| Socialisti Democratici Italiani      | Francesco Nuzzo ✔️ Sindaco  | 5.513                       | 50,63 | 500                             | 4,76   | 1     |       |
| Partito Socialista Liberale Autonomo | Francesco Nuzzo ✔️ Sindaco  | 5.513                       | 50,63 | 291                             | 2,77   | -     |       |
|                                      | Antonio Aldo Scalzone       | 5.376                       | 49,37 | Forza Italia                    | 2.357  | 22,46 | 4     |
| Alleanza Nazionale                   | Antonio Aldo Scalzone       | 5.376                       | 49,37 | 1.036                           | 9,87   | 1     |       |
| Unione di Centro                     | Antonio Aldo Scalzone       | 5.376                       | 49,37 | 940                             | 8,96   | 1     |       |
| Democrazia Cristiana                 | Antonio Aldo Scalzone       | 5.376                       | 49,37 | 521                             | 4,96   | 1     |       |
| Movimento Idea Sociale               | Antonio Aldo Scalzone       | 5.376                       | 49,37 | 267                             | 2,54   | -     |       |
| Seggio al candidato sindaco          | Seggio al candidato sindaco | Seggio al candidato sindaco | 49,37 | 1                               |        |       |       |
| Totale                               | Totale                      | 10.496                      | 100   |                                 | 10.889 | 100   | 20    |

## Salerno

### Eboli
| Candidati               | Candidati                     | Voti                 | %     | Liste                | Voti   | %     | Seggi |
| ----------------------- | ----------------------------- | -------------------- | ----- | -------------------- | ------ | ----- | ----- |
|                         | Martino Melchionda ✔️ Sindaco | 13.100               | 55,92 | Socialisti Uniti     | 2.901  | 12,95 | 4     |
| Democratici di Sinistra | Martino Melchionda ✔️ Sindaco | 13.100               | 55,92 | 2.564                | 11,45  | 4     |       |
| La Margherita           | Martino Melchionda ✔️ Sindaco | 13.100               | 55,92 | 2.283                | 10,19  | 3     |       |
| Udeur                   | Martino Melchionda ✔️ Sindaco | 13.100               | 55,92 | 1.842                | 8,22   | 3     |       |
| Rifondazione Comunista  | Martino Melchionda ✔️ Sindaco | 13.100               | 55,92 | 1.603                | 7,16   | 2     |       |
| Comunisti Italiani      | Martino Melchionda ✔️ Sindaco | 13.100               | 55,92 | 990                  | 4,42   | 1     |       |
| Democrazia Federalista  | Martino Melchionda ✔️ Sindaco | 13.100               | 55,92 | 695                  | 3,10   | 1     |       |
| Federazione dei Verdi   | Martino Melchionda ✔️ Sindaco | 13.100               | 55,92 | 293                  | 1,31   | -     |       |
|                         | Franco Cardiello              | 9.717                | 41,48 | Forza Italia         | 2.730  | 12,19 | 5     |
| Unione di Centro        | Franco Cardiello              | 9.717                | 41,48 | 2.293                | 10,24  | 3     |       |
| Alleanza Nazionale      | Franco Cardiello              | 9.717                | 41,48 | 2.139                | 9,55   | 3     |       |
| Nuovo PSI-Lista civica  | Franco Cardiello              | 9.717                | 41,48 | 1.041                | 4,65   | 1     |       |
| Giovani                 | Franco Cardiello              | 9.717                | 41,48 | 649                  | 2,90   | -     |       |
| Seggio di coalizione    | Seggio di coalizione          | Seggio di coalizione | 41,48 | 1                    |        |       |       |
|                         | Vincenzo Aita                 | 608                  | 2,60  | Democrazia Cristiana | 377    | 1,68  | -     |
| Totale                  | Totale                        | 22.400               | 100   |                      | 23.425 | 100   | 30    |

### Pontecagnano Faiano
| Candidati                                 | Candidati                   | Voti                        | %     | Liste              | Voti   | %     | Seggi |
| ----------------------------------------- | --------------------------- | --------------------------- | ----- | ------------------ | ------ | ----- | ----- |
|                                           | Dario Del Gais ✔️ Sindaco   | 12.963                      | 83,02 | La Margherita      | 4.790  | 31,64 | 8     |
| Democratici di Sinistra                   | Dario Del Gais ✔️ Sindaco   | 12.963                      | 83,02 | 2.305              | 15,22  | 3     |       |
| Udeur                                     | Dario Del Gais ✔️ Sindaco   | 12.963                      | 83,02 | 2.188              | 14,45  | 3     |       |
| Costituente Riformista                    | Dario Del Gais ✔️ Sindaco   | 12.963                      | 83,02 | 1.733              | 11,45  | 2     |       |
| Socialisti Democratici Italiani           | Dario Del Gais ✔️ Sindaco   | 12.963                      | 83,02 | 712                | 4,70   | 1     |       |
| Federazione dei Verdi                     | Dario Del Gais ✔️ Sindaco   | 12.963                      | 83,02 | 587                | 3,88   | 1     |       |
| Democrazia Federalista                    | Dario Del Gais ✔️ Sindaco   | 12.963                      | 83,02 | 431                | 2,85   | -     |       |
| Rifondazione Comunista-Comunisti Italiani | Dario Del Gais ✔️ Sindaco   | 12.963                      | 83,02 | 312                | 2,06   | -     |       |
|                                           | Gennaro Frasca              | 1.365                       | 8,74  | Alleanza Nazionale | 955    | 6,31  | -     |
| Seggio al candidato sindaco               | Seggio al candidato sindaco | Seggio al candidato sindaco | 8,74  | 1                  |        |       |       |
|                                           | Franco Angelo Aucello       | 1.287                       | 8,24  | Forza Italia       | 1.127  | 7,44  | -     |
| Seggio al candidato sindaco               | Seggio al candidato sindaco | Seggio al candidato sindaco | 8,24  | 1                  |        |       |       |
| Totale                                    | Totale                      | 15.140                      | 100   |                    | 15.615 | 100   | 20    |